# Paris-Roubaix 2016
La 114e édition de Paris-Roubaix a eu lieu le 10 avril 2016. C'est la dixième épreuve de l'UCI World Tour 2016. C'est également le troisième des cinq monuments cyclistes de la saison.
L'épreuve a été remportée lors d'un sprint à quatre coureurs par l'Australien Mathew Hayman (Orica-GreenEDGE), membre de l'échappée matinale, qui s'impose respectivement devant le Belge Tom Boonen (Etixx-Quick Step) et le Britannique Ian Stannard (Sky).

## Présentation
La course se déroule sur 257,5 km entre Compiègne et Roubaix, en France. La principale difficulté est constituée par les vingt-sept secteurs pavées, qui couvrent une distance totale de 52,8 km. Les conditions difficiles causées par les pavés lui valent le surnom de « l'Enfer du Nord ». Paris-Roubaix conclut la saison des classiques flandriennes, une semaine après le Tour des Flandres.

### Parcours

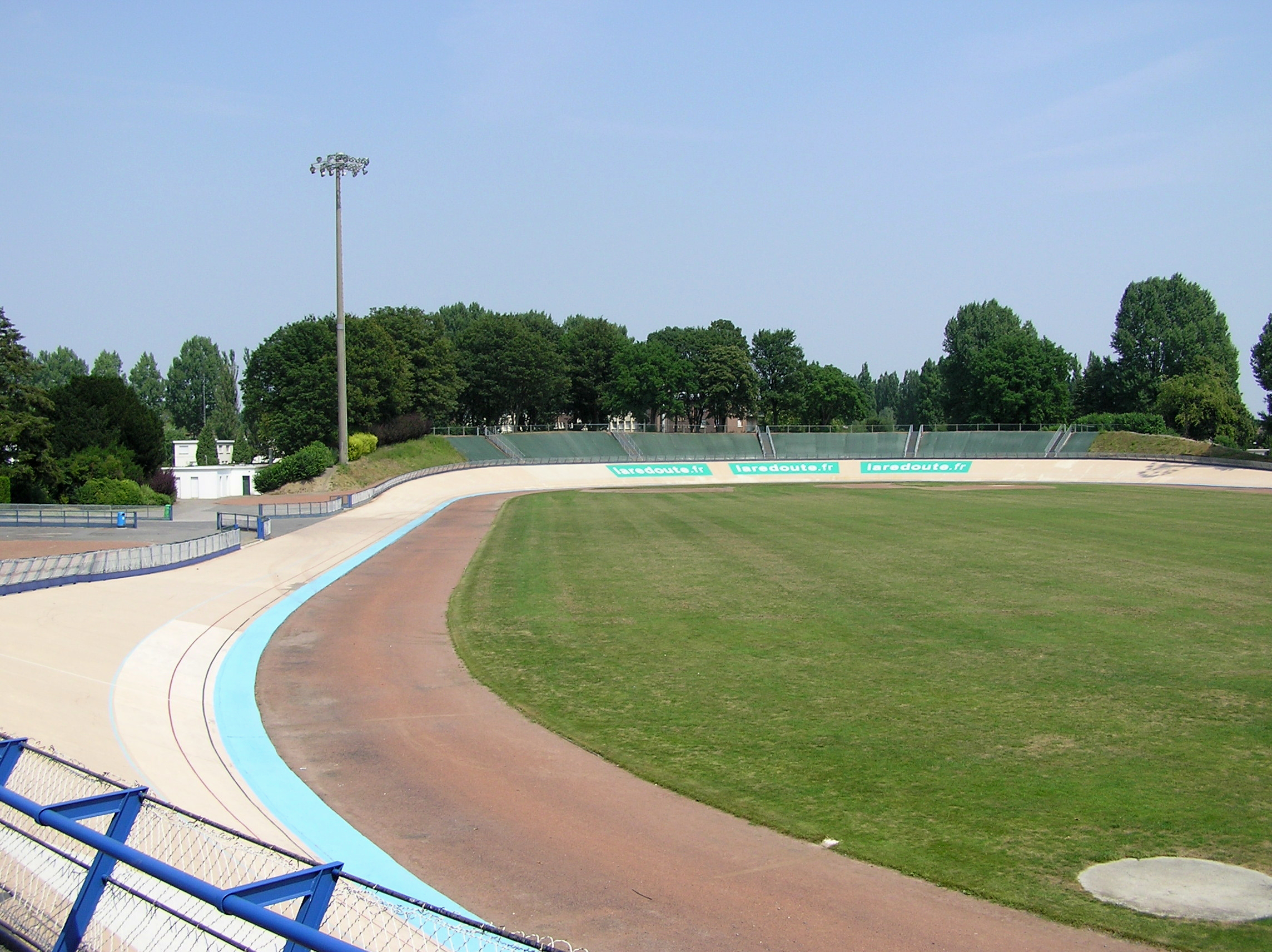
Le vélodrome André-Pétrieux, lieu mythique de l'arrivée.

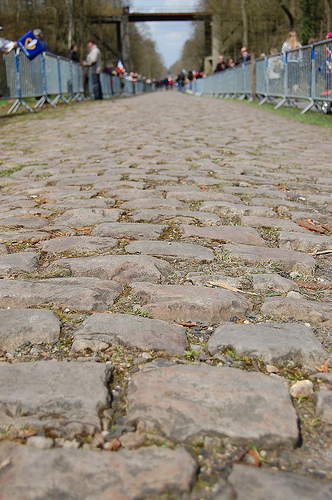
La Trouée d'Arenberg est considérée comme le secteur pavé le plus difficile de la course.

Le parcours de l'édition 2016 de Paris-Roubaix a peu évolué par rapport à l'édition 2015. Il est plus long de 4 km pour atteindre un total de 257,5 km. Il comprend 52,8 km de secteurs pavés répartis en vingt-sept tronçons. Situé à environ 130 km de l'arrivée, le secteur de Capelle-sur-Écaillon à Ruesnes, aussi nommée secteur pavé du Buat, le seul en montée vient remplacer celui reliant Verchain-Maugré à Quérénaing. Plusieurs secteurs pavés, y compris le difficile secteur de Mons-en-Pévèle, ont été rénovées depuis l'édition 2015.
Malgré son nom, la course ne démarre pas à Paris, mais elle commence à Compiègne, à 80 km kilomètres au nord de Paris, et se déplace vers le nord en direction de Roubaix. La principale difficulté provient des vingt-sept secteurs pavés qui sont disposés sur une distance totale de 52,8 km. Les organisateurs de la course attribuent à ces secteurs un niveau de difficulté, les trois secteurs les plus difficiles sont classés cinq étoiles, tandis qu'un seul secteur est classé une étoile, considéré comme le plus facile. Les 98,5 premiers kilomètres sont plats sur des routes normales, le premier secteur arrivant entre Troisvilles et Inchy. Au cours des 60 km suivants, il y a huit secteurs pavés, avant le premier secteur cinq étoiles. Il s'agit de la Trouée d'Arenberg, longue de 2,4 km, avec ses pavés disjoints et non alignés. Ensuite, le parcours tourne plusieurs fois autour de Wallers où il y a plusieurs autres secteurs. Le parcours se dirige à nouveau vers le nord, les coureurs traversant plusieurs secteurs pavés - tous classés trois ou quatre étoiles - pour se rendre vers le secteur cinq étoiles de Mons-en-Pévèle, long de 3 km. À la fin de ce secteur, il reste 45 km jusqu'à la ligne d'arrivée,.
Après Mons-en-Pévèle, sont placés sept autres secteurs pavés avant le dernier secteur classé cinq étoiles. Il s'agit du Carrefour de l'Arbre, long de 2,4 km. À l'issue de ce secteur, il reste 15 km à parcourir, dont trois autres secteurs pavés : deux secteurs deux étoiles et le secteur final d'une étoile. Le parcours se termine sur le vélodrome André-Pétrieux à Roubaix. Les coureurs entrent dans le vélodrome de 500 m de long et ils leur restent un tour et demi à parcourir pour terminer la course,.
| Secteur | Kilomètre | Localisation                              | Longueur | Difficulté |
| ------- | --------- | ----------------------------------------- | -------- | ---------- |
| 27      | 98,5      | Troisvilles > Inchy                       | 2 200 m  | 03         |
| 26      | 105       | Viesly > Quiévy                           | 1 800 m  | 03         |
| 25      | 107,5     | Quiévy > Saint-Python                     | 3 700 m  | 04         |
| 24      | 112,5     | Saint-Python                              | 1 500 m  | 02         |
| 23      | 120,5     | Vertain > Saint-Martin-sur-Écaillon       | 2 300 m  | 03         |
| 22      | 127       | Capelle-sur-Écaillon > Ruesnes            | 1 700 m  | 03         |
| 21      | 137,5     | Quérénaing > Maing                        | 2 500 m  | 03         |
| 20      | 141       | Maing > Monchaux-sur-Écaillon             | 1 600 m  | 03         |
| 19      | 154       | Haveluy > Wallers                         | 2 500 m  | 04         |
| 18      | 162       | Trouée d'Arenberg                         | 2 400 m  | 05         |
| 17      | 168       | Wallers > Hélesmes                        | 1 600 m  | 03         |
| 16      | 175       | Hornaing > Wandignies-Hamage              | 3 700 m  | 04         |
| 15      | 182,5     | Warlaing > Brillon                        | 2 400 m  | 03         |
| 14      | 186       | Tilloy-lez-Marchiennes > Sars-et-Rosières | 2 400 m  | 04         |
| 13      | 192,5     | Beuvry-la-Forêt > Orchies                 | 1 400 m  | 03         |
| 12      | 197,5     | Orchies                                   | 1 700 m  | 03         |
| 11      | 203,5     | Auchy-lez-Orchies > Bersée                | 2 700 m  | 04         |
| 10      | 209       | Mons-en-Pévèle                            | 3 000 m  | 05         |
| 9       | 215       | Mérignies > Avelin                        | 700 m    | 02         |
| 8       | 218       | Pont-Thibaut > Ennevelin                  | 1 400 m  | 03         |
| 7       | 224,5     | Templeuve (Moulin-de-Vertain)             | 500 m    | 02         |
| 6-2     | 231       | Cysoing > Bourghelles                     | 1 300 m  | 03         |
| 6-1     | 233,5     | Bourghelles > Wannehain                   | 1 100 m  | 03         |
| 5       | 238       | Camphin-en-Pévèle                         | 1 800 m  | 04         |
| 4       | 240,5     | Carrefour de l'Arbre                      | 2 100 m  | 05         |
| 3       | 243       | Gruson                                    | 1 100 m  | 02         |
| 2       | 249,5     | Willems > Hem                             | 1 400 m  | 02         |
| 1       | 256,5     | Roubaix                                   | 300 m    | 01         |
| Total   | Total     | Total                                     | 52 800 m | 52 800 m   |

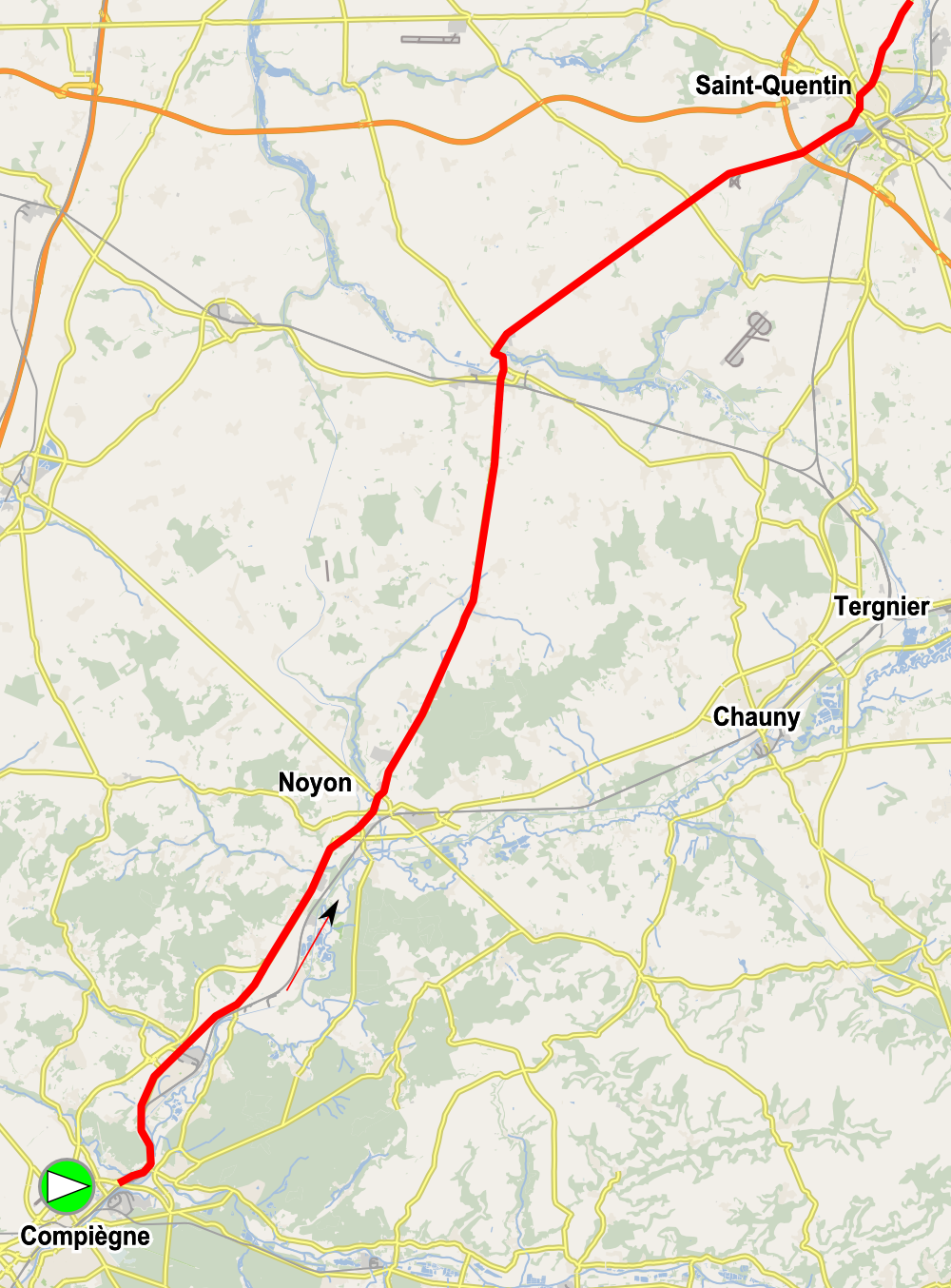
Première partie du parcours, secteurs pavés en vert.
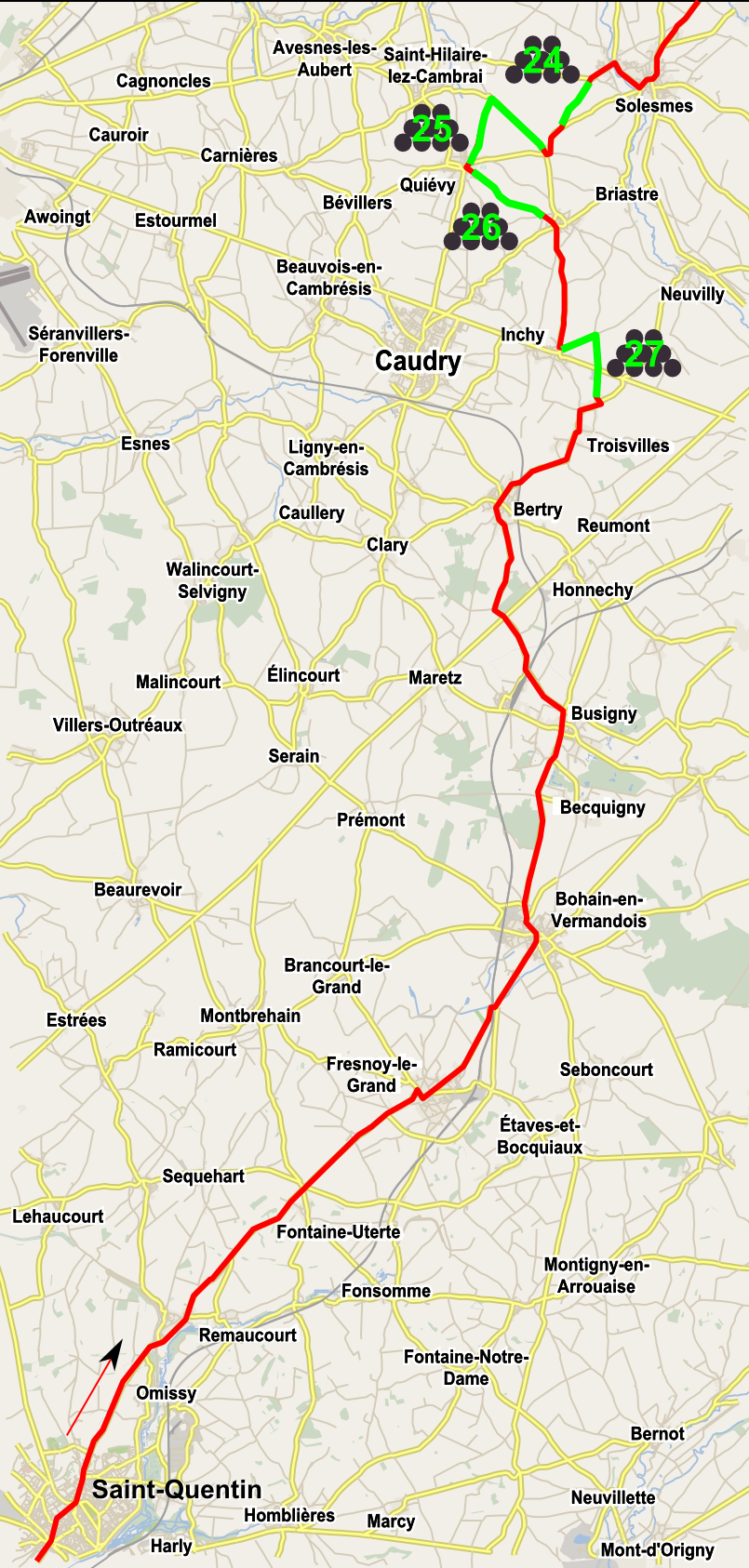
Parcours entre Saint-Quentin et Solesmes.
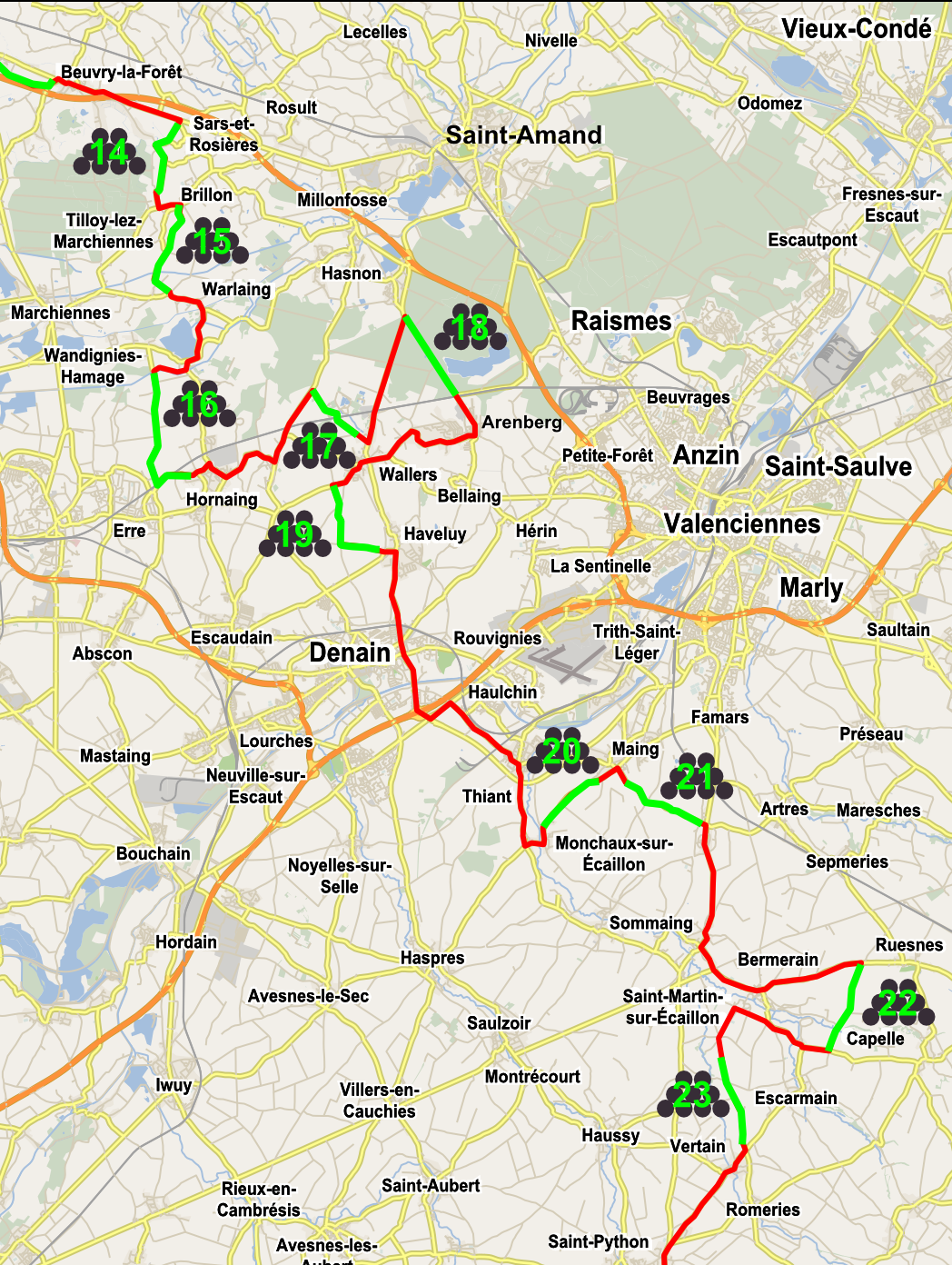
Parcours entre Solesmes et Orchies.
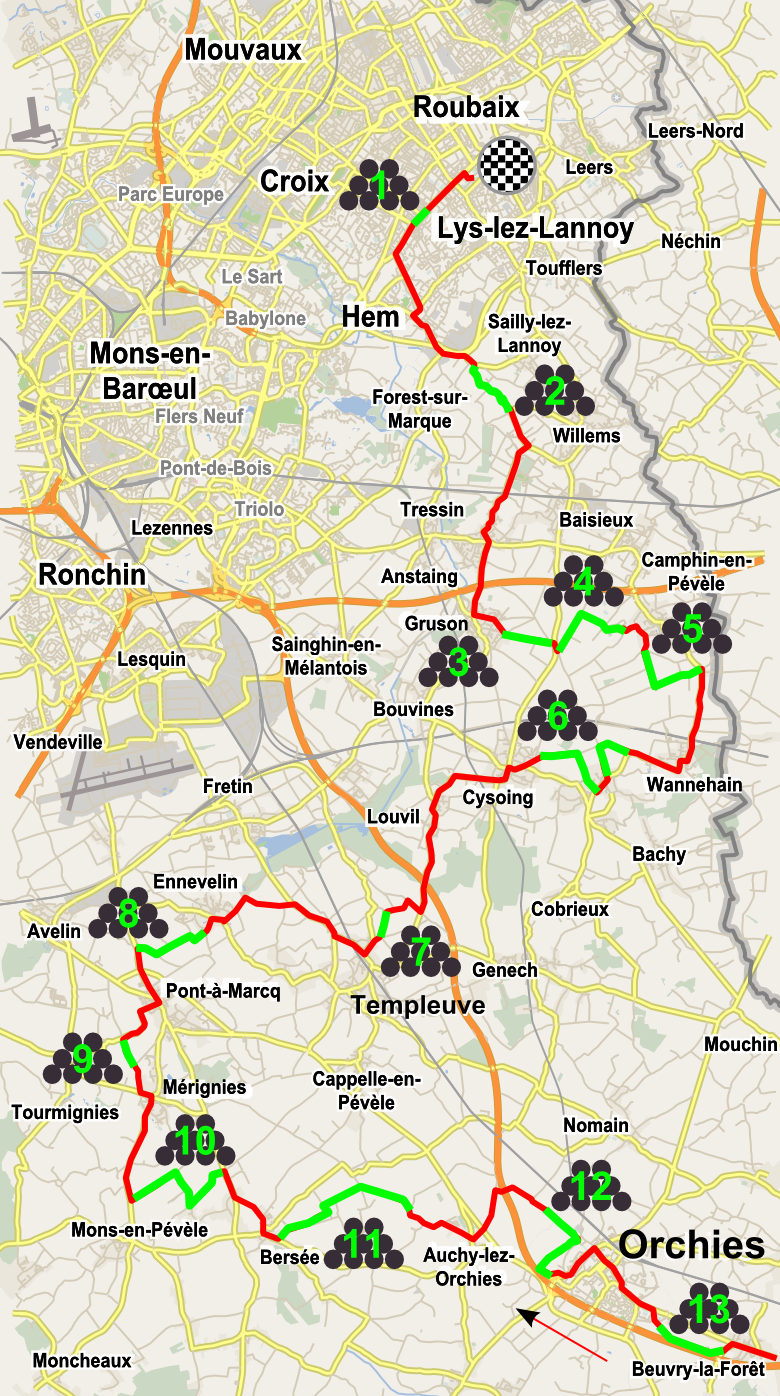
Parcours final entre Orchies et Roubaix

### Équipes
En tant qu'épreuve World Tour, les dix-huit WorldTeams participent à la course. De plus l'organisateur a invité sept autres équipes.
Vingt-cinq équipes participent à ce Paris-Roubaix - dix-huit WorldTeams et sept équipes continentales professionnelles :
| UCI WorldTeams   | UCI WorldTeams | UCI WorldTeams |
| Nom de l'équipe  | Pays           | Code           |
| ---------------- | -------------- | -------------- |
| AG2R La Mondiale | France         | ALM            |
| Astana           | Kazakhstan     | AST            |
| BMC Racing       | États-Unis     | BMC            |
| Cannondale       | États-Unis     | CPT            |
| Dimension Data   | Afrique du Sud | DDD            |
| Etixx-Quick Step | Belgique       | EQS            |
| FDJ              | France         | FDJ            |
| Giant-Alpecin    | Allemagne      | TGA            |
| IAM              | Suisse         | IAM            |
| Katusha          | Russie         | KAT            |
| Lampre-Merida    | Italie         | LAM            |
| Lotto NL-Jumbo   | Pays-Bas       | TLJ            |
| Lotto-Soudal     | Belgique       | LTS            |
| Movistar         | Espagne        | MOV            |
| Orica-GreenEDGE  | Australie      | OGE            |
| Sky              | Royaume-Uni    | SKY            |
| Tinkoff          | Russie         | TNK            |
| Trek-Segafredo   | États-Unis     | TFS            |

| Équipes continentales professionnelles | Équipes continentales professionnelles | Équipes continentales professionnelles |
| Nom de l'équipe                        | Pays                                   | Code                                   |
| -------------------------------------- | -------------------------------------- | -------------------------------------- |
| Bora-Argon 18                          | Allemagne                              | BOA                                    |
| Cofidis                                | France                                 | COF                                    |
| Delko-Marseille Provence-KTM           | France                                 | DMP                                    |
| Direct Énergie                         | France                                 | DEN                                    |
| Fortuneo-Vital Concept                 | France                                 | FVC                                    |
| Topsport Vlaanderen-Baloise            | Belgique                               | TSV                                    |
| Wanty-Groupe Gobert                    | Belgique                               | WGG                                    |

### Favoris

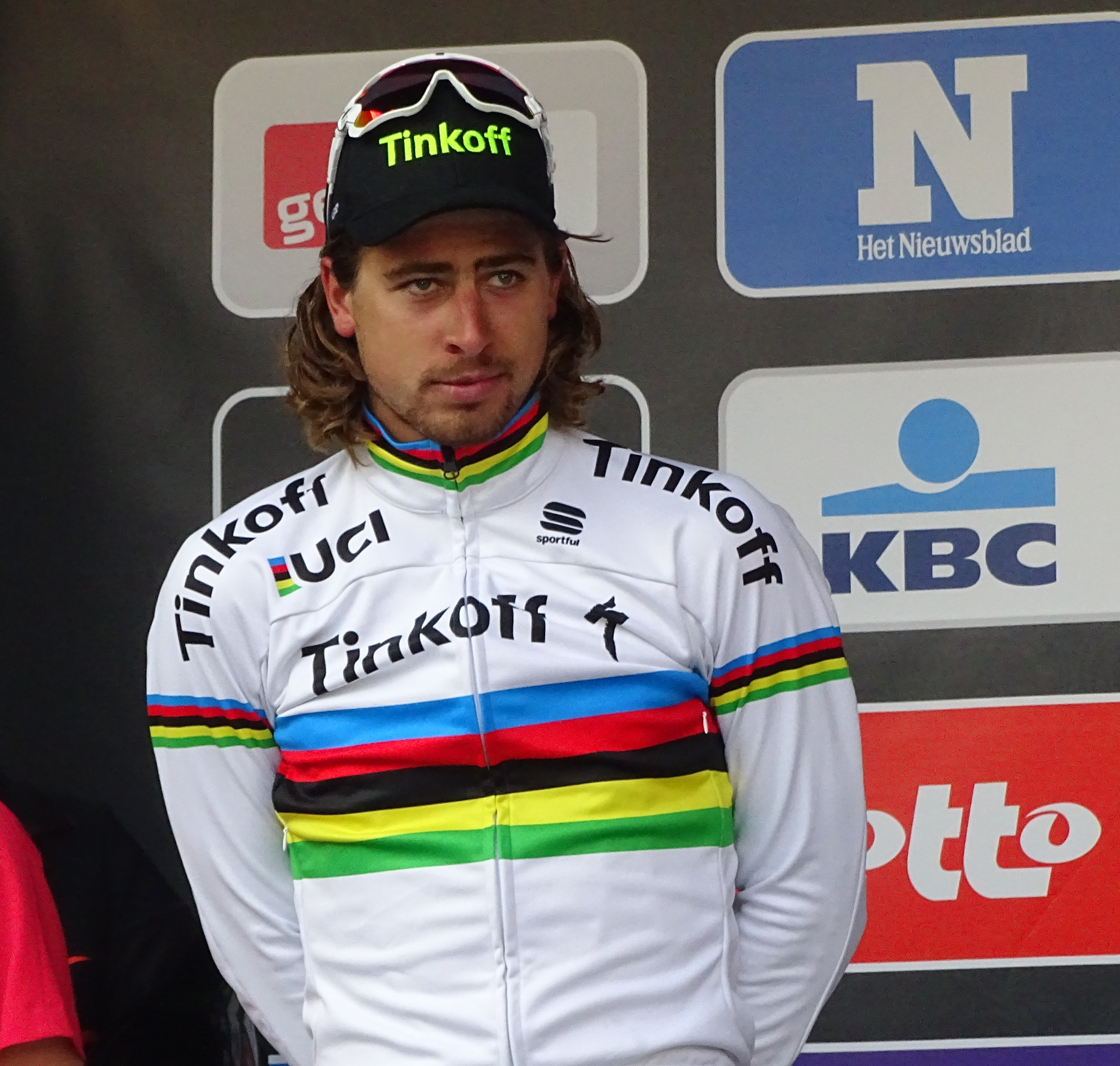
Le Slovaque champion du monde Peter Sagan (Tinkoff) est l'un des grands favoris de la course.

Les dernières éditions de Paris-Roubaix ont été gagnées de différentes façons. Sept des dix éditions les plus récentes se sont terminées par des victoires en solitaire, la plus récente est la victoire du Néerlandais Niki Terpstra en 2014. D'autres éditions ont été remportées lors de sprints dans des groupes réduits : trois coureurs sont arrivés ensemble en 2008, deux en 2013 et six en 2015.
l'Allemand John Degenkolb (Giant-Alpecin), vainqueur de l'épreuve l'année précédente, a dû faire une croix sur son début de saison et la campagne des classiques printanières après avoir été violemment percuté par une voiture à l'entraînement en janvier. Le Belge Greg Van Avermaet (BMC Racing), sur le podium lors de la précédente édition, qui avait bien commencé sa saison avec des victoires sur le Circuit Het Nieuwsblad et Tirreno-Adriatico, est également forfait cette année, après avoir chuté lors du récent Tour des Flandres. C'est aussi le cas du Français Arnaud Démare (FDJ), qui visait la victoire sur ce Paris-Roubaix après s'être adjugé Milan San-Remo et terminé cinquième du dernier Gand-Wevelgem, et du Suisse Martin Elmiger (IAM), cinquième en 2015.
Les deux principaux favoris pour gagner la course sont le Slovaque Peter Sagan (Tinkoff) et le Suisse Fabian Cancellara (Trek-Segafredo). Peter Sagan, champion du monde en titre, a remporté le dernier Gand-Wevelgem ainsi que le Tour des Flandres et est capable de gagner à la fois en solitaire ou lors d'un sprint plus ou moins fournis en coureurs. Son meilleur résultat à Paris-Roubaix est une sixième place en 2014,,. Fabian Cancellara a remporté la course à trois reprises, en 2006, 2010 et 2013, et a terminé dans le top dix à cinq autres occasions. Il dispute son dernier Paris-Roubaix, après avoir annoncé qu'il prendrait sa retraite sportive à la fin de la saison 2016.
Le principal rival de Fabian Cancellara pendant sa carrière sur les classiques flandriennes, est le Belge Tom Boonen (Etixx-Quick Step) qui a remporté Paris-Roubaix à quatre reprises par le passé. Il n'est cependant pas en grande forme depuis le début de la saison 2016 et a subi des douleurs au poignet lors du Tour des Flandres. Son équipe compte d'autres coureurs capables de s'imposer, avec Niki Terpstra et le Tchèque Zdeněk Štybar,,.
Les autres favoris sont les Norvégiens Edvald Boasson Hagen (Dimension Data) et Alexander Kristoff (Katusha), le Néerlandais Lars Boom (Astana), le Belge Sep Vanmarcke (Lotto NL-Jumbo), troisième du dernier Tour des Flandres et qui vise « un grand résultat » et le Britannique Ian Stannard (Sky),,,.

## Récit de la course

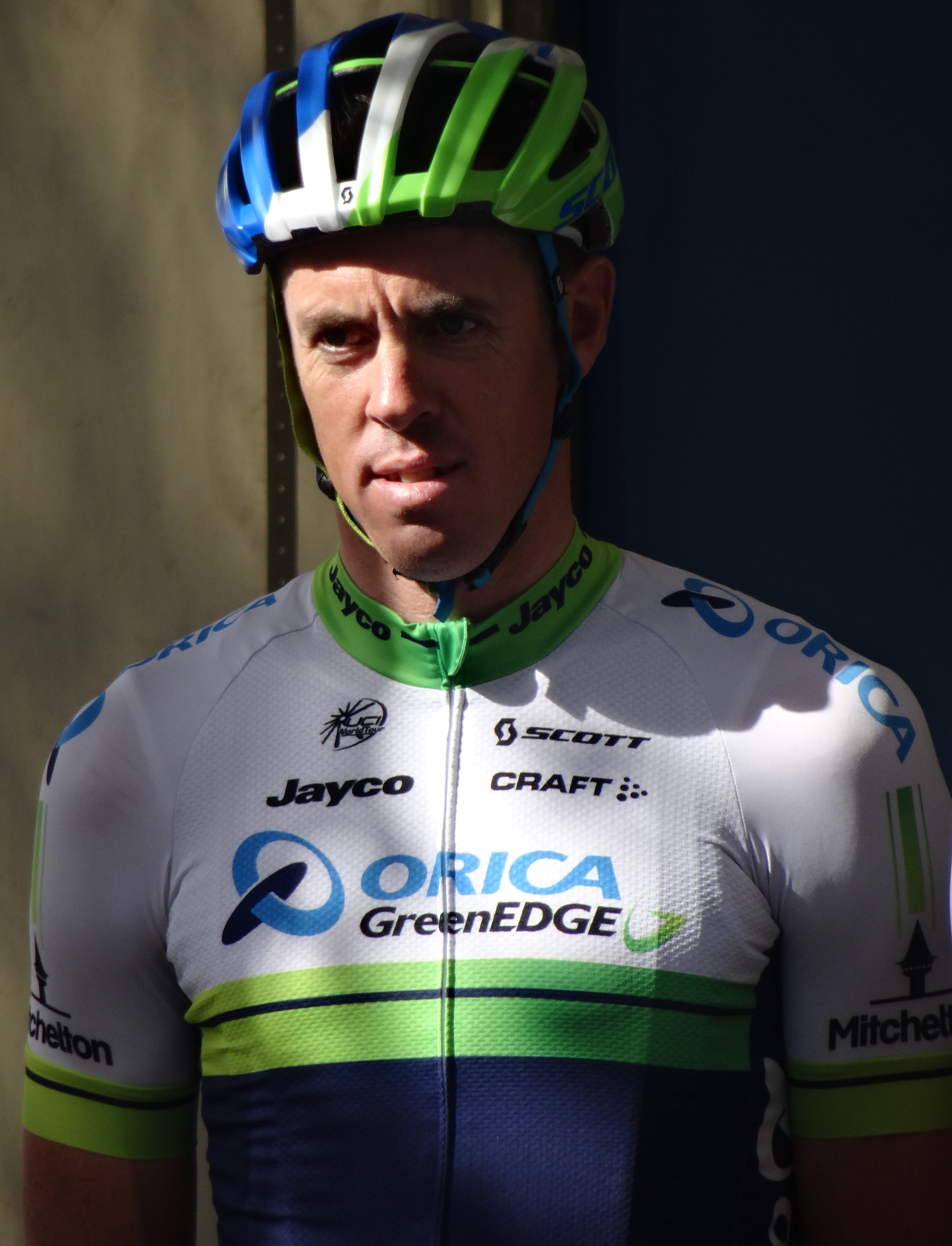
L'Australien Mathew Hayman (Orica-GreenEDGE) vainqueur de la course.

Dès le départ, la course est lancée à grande vitesse, avec plusieurs groupes essayant de former des échappées. Chaque tentative d'échappée est prise en chasse par le peloton principal. Un premier groupe de six coureurs est repris dans les 20 premiers kilomètres, puis un groupe de 25 coureurs compte brièvement 30 secondes d'avance avant d'être rattrapé par le peloton. Après plusieurs attaques et 67 km parcourus, les coureurs sont toujours ensemble dans le peloton principal. Un groupe de seize coureurs attaque et obtient une légère avance, en dépit des efforts de l'équipe belge Etixx-Quick Step et allemande Bora-Argon 18. Comme les premiers coureurs arrivent sur le premier secteur pavé de Troisvilles à Inchy, l'équipe britannique Sky se place à l'avant du peloton pour protéger ses leaders et les échappées augmentent leur avantage à deux minutes, même si le groupe est réduit à quatorze coureurs. Les coureurs membres de l'échappée sont le Danois Magnus Cort Nielsen et l'Australien Mathew Hayman (Orica-GreenEDGE), les Belges Jelle Wallays (Lotto-Soudal), Tim Declercq (Topsport Vlaanderen-Baloise) et Frederik Backaert (Wanty-Groupe Gobert), les Français Maxime Daniel (AG2R La Mondiale), Sylvain Chavanel (Direct Énergie) et Johan Le Bon (FDJ), les Slovènes Borut Božič (Cofidis) et Marko Kump (Lampre-Merida), le Sud-Africain Reinardt Janse van Rensburg (Dimension Data), l'Espagnol Imanol Erviti (Movistar), l'Italien Salvatore Puccio (Sky) et l'Ukrainien Yaroslav Popovych (Trek-Segafredo). La composition de l'échappée est marquée par la présence de Yaroslav Popovych, qui dispute la dernière course de sa carrière, d'Imanol Erviti, qui a terminé dans les dix premiers du Tour des Flandres une semaine plus tôt après avoir été dans l'échappée matinale, ainsi que de Sylvain Chavanel et Mathew Hayman, qui ont tous les deux déjà terminé dans les dix premiers de Paris-Roubaix par le passé,.
À 115 km de l'arrivée, une chute se produit au milieu du peloton avant le huitième secteur pavé de Maing à Monchaux-sur-Écaillon. La formation Etixx-Quick Step envoie immédiatement à l'avant du groupe l'Allemand Tony Martin et le Belge Guillaume Van Keirsbulck pour accélérer le rythme, ce qui cause une cassure en deux groupes. Le groupe de tête inclut les britanniques Ian Stannard et Luke Rowe (Sky), les Belges Tom Boonen (Etixx-Quick Step) et Sep Vanmarcke (Lotto NL-Jumbo) et le Norvégien Edvald Boasson Hagen (Dimension Data), alors que plusieurs favoris sont piégés dans un deuxième groupe, dont le Néerlandais Niki Terpstra et le Tchèque Zdeněk Štybar (Etixx-Quick Step), le Slovaque Peter Sagan (Tinkoff) et le Suisse Fabian Cancellara (Trek-Segafredo). L'équipe néerlandaise Lotto NL-Jumbo est la mieux représentée avec six coureurs dans le premier peloton. L'écart entre les deux groupes grandit rapidement pour atteindre une minute, grâce notamment au travail de Tony Martin qui passe environ 40 km à l'avant du groupe de Tom Boonen,. Les efforts de Tony Martin réduisent le groupe à cinq coureurs, Luke Rowe et Sep Vanmarcke font partie des coureurs distancés. À l'approche de la Trouée d'Arenberg l'échappée compte un peu plus d'une minute d'avance sur le premier groupe de poursuivants, le groupe de Sep Vanmarcke est 20 secondes derrière, Fabian Cancellara et Peter Sagan sont dans un autre groupe positionné encore une minute plus loin. Ils sont obligés de faire eux-mêmes des efforts à l'avant du groupe pour essayer de revenir sur les groupes de tête.

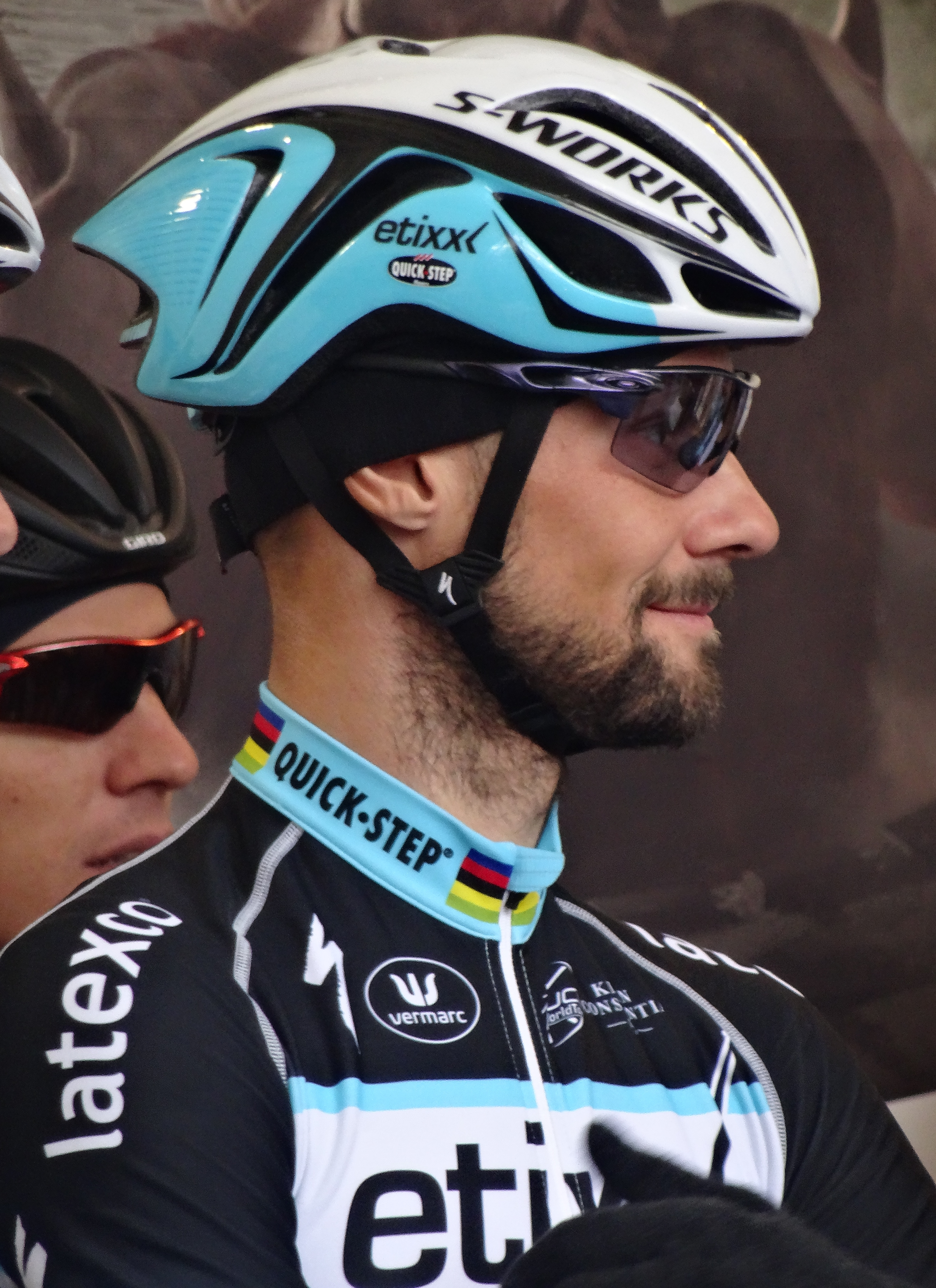
Le Belge Tom Boonen (Etixx-Quick Step) termine deuxième.

À 87 km de l'arrivée, le groupe de Sep Vanmarcke rejoint le groupe de Tom Boonen, formant un groupe de seize coureurs avec 55 secondes de retard sur l'échappée. Le Norvégien Alexander Kristoff (Katusha) subit une crevaison et est distancé du groupe comprenant Fabian Cancellara et Peter Sagan. Au fil des kilomètres suivants, Mathew Hayman s'échappe en solitaire de l'échappée. Pendant ce temps, le Belge Jasper Stuyven (Trek-Segafredo) prend des longs relais pour rapprocher son leader Fabian Cancellara à moins de 40 secondes du premier groupe de poursuivants. Mathew Hayman est rejoint par le reste du groupe d'échappée, tandis que Yaroslav Popovych se laisse distancer pour aider le groupe de Fabian Cancellara alors qu'il reste 64 km à parcourir. Lors du secteur pavé suivant, le groupe Tom Boonen rejoint le reste de l'échappée, ce qui forme un groupe d'environ 20 coureurs en tête, emmené par l'équipe Sky, avec environ 50 secondes d'avance sur le groupe Fabian Cancellara,.
Fabian Cancellara et Peter Sagan travaillent conjointement à l'avant de ce qui est maintenant le deuxième groupe sur la route. Peu de temps après, le groupe de tête est perturbé lorsque trois des quatre coureurs de l'équipe Sky présents dans le groupe de tête à savoir l'Italien Gianni Moscon, Salvatore Puccio et Luke Rowe chutent dans un virage, en laissant Ian Stannard comme seul coureur de l'équipe dans le groupe de tête. À 48 km de l'arrivée, le groupe comprenant Fabian Cancellara et Peter Sagan compte 37 secondes de retard sur le groupe de tête, alors que les coureurs franchissent le secteur classé cinq étoiles de Mons-en-Pévèle. Fabian Cancellara chute en glissant sur une section boueuse. Peter Sagan, qui se trouve juste derrière le Suisse, réussi un bunny hop au-dessus de lui, avec un seul pied clipsé dans son vélo, et parvient à éviter la chute pour se lancer à la poursuite du groupe de tête. Fabian Cancellara repart sans jamais pouvoir rejoindre les groupes à l'avant. Le vainqueur en 2014, Niki Terpstra est également tombé dans l'incident et abandonne,,. Cycling Weekly décrit la manœuvre de Peter Sagan comme « un incroyable maniement de vélo » (unbelievable bike handling).
À l'avant, Luke Rowe rejoint le groupe de tête accompagné par l'Australien Heinrich Haussler et le Letton Aleksejs Saramotins (IAM), pour former un groupe de tête de dix coureurs qui devance le groupe de Peter Sagan par plus d'une minute à 30 km de l'arrivée. De retour après sa chute, Luke Rowe décide de travailler pleinement pour son coéquipier Ian Stannard. Au fil des kilomètres, le groupe perd des unités et à 20 km du terme, Imanol Erviti, Heinrich Haussler, Aleksejs Saramotins et l'Allemand Marcel Sieberg (Lotto-Soudal) sont lâchés et forment un groupe en poursuite derrière. Un autre de cinq coureurs se forme sur le secteur de Camphin-en-Pévèle, avec Edvald Boasson Hagen, Tom Boonen, Mathew Hayman, Ian Stannard et Sep Vanmarcke. Ce dernier place une attaque dans le Carrefour de l'Arbre et compte un écart maximal de dix secondes. Les quatre autres coureurs parviennent à le rejoindre avant la section de pavés suivante de Gruson.

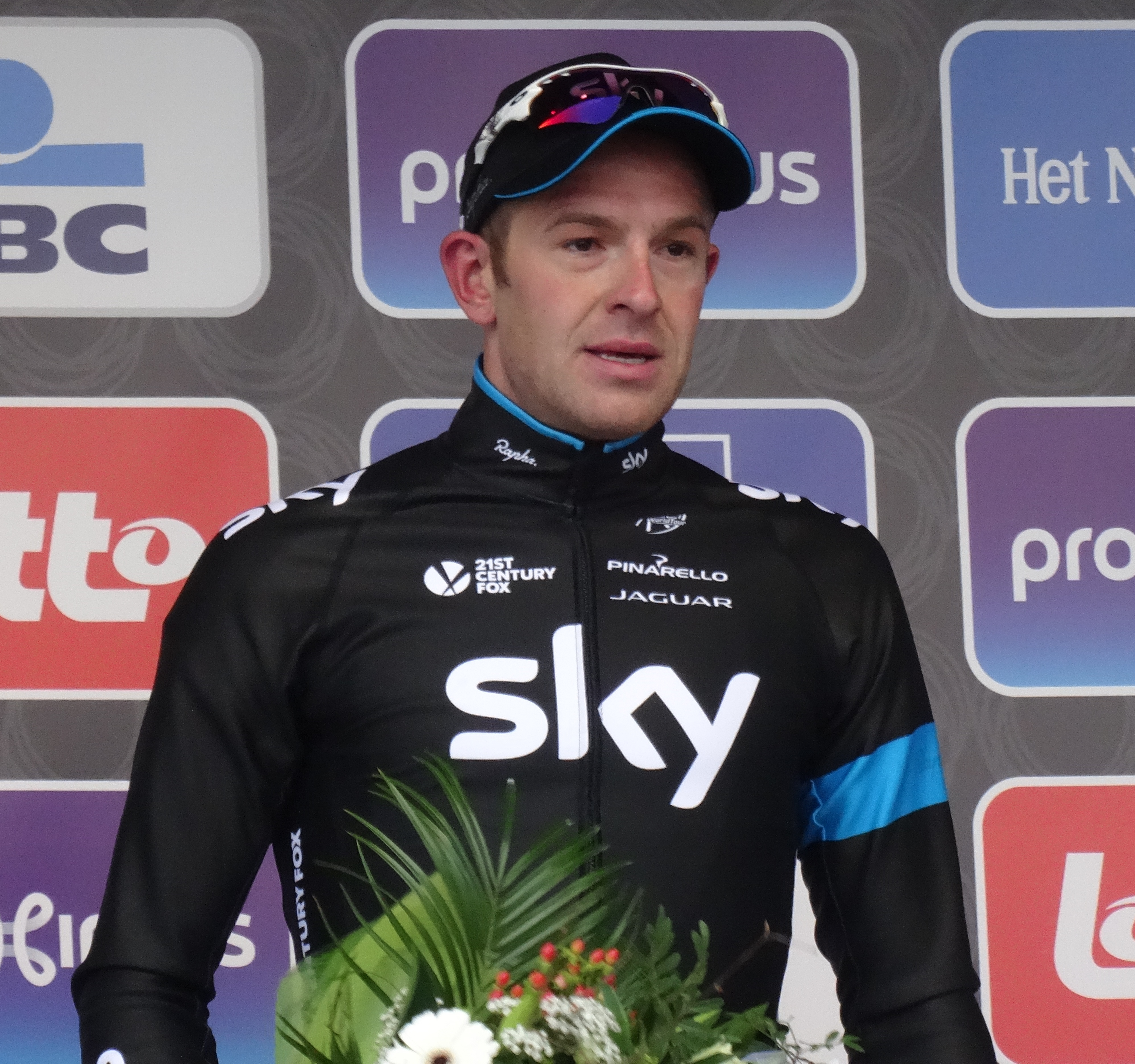
Le Britannique Ian Stannard (Sky) se classe troisième.

Ian Stannard attaque à son tour, alors qu'il ne reste plus que 6 km à parcourir. Il obtient un avantage de 20 m, mais le groupe collabore pour le rattraper. Dans les trois derniers kilomètres, Tom Boonen attaque plusieurs fois. Lors de sa dernière tentative, Mathew Hayman essaye de le contrer, mais les deux coureurs font leur entrée sur le vélodrome ensemble, rapidement rejoints par Sep Vanmarcke. Dans le dernier tour de piste, long de 500 m, Edvald Boasson Hagen et Ian Stannard rejoignent le trio. Mathew Hayman prend la tête du groupe et lance son sprint, avec Tom Boonen dans sa roue, tandis que Ian Stannard et Sep Vanmarcke sont sur l'extérieur. Personne n'est en mesure de devancer Mathew Hayman, qui franchit en premier la ligne. Tom Boonen termine deuxième et Ian Stannard troisième. Sep Vanmarcke se classe dans le même temps à la quatrième place tandis qu'Edvald Boasson Hagen arrive trois secondes plus tard à la cinquième place.
Le groupe de poursuite composé de Heinrich Haussler, Marcel Sieberg et Aleksejs Saramotins termine une minute plus tard respectivement dans cet ordre, Imanol Erviti arrivant sept secondes derrière pour prendre la neuvième place. Le groupe de Peter Sagan arrive plus de deux minutes après le lauréat de la course, avec le Français Adrien Petit (Direct Énergie) qui devance Peter Sagan au sprint pour la dixième place.

## Réactions
La course qui était diffusée pour la première fois en intégralité obtient de nombreux éloges. Le Français Bernard Hinault, vainqueur en 1981, l'a décrite comme « magnifique ». Il a particulièrement salué la prise de risque de l'équipe belge Etixx-Quick Step si loin de l'arrivée, la décrivant comme le genre de mouvement qui existait auparavant, mais qui n'a pas été vu depuis longtemps. De même, son compatriote Marc Madiot, manager de l'équipe FDJ et le vainqueur de la course en 1985 et 1991, raconte avoir regardé « une belle course, de grande qualité » et considère l'Australien Mathew Hayman (Orica-GreenEDGE) comme « un beau vainqueur ». VeloNews voit une « bataille épique » et « la course d'un jour à son meilleur absolu ». Le journaliste cycliste et ancien coureur, le Britannique Daniel Lloyd dit qu'il s'agit de « l'une des meilleures courses [qu'il n'a] jamais vu ». Son compatriote et également ancien cycliste, David Millar écrit que « cela a été épuisant » après avoir regardé la course. Le journal sportif L'Équipe octroie à la course une note de quatre étoiles, alors que le Tour des Flandres avait reçu une semaine plus tôt le maximum de cinq étoiles.
Mathew Hayman décrit sa réaction après sa victoire comme de « l'incrédulité ». Il s'est cassé le bras lors d'une chute sur le Circuit Het Nieuwsblad au début de la saison des classiques et il a peu couru avant le début de la course. Il a pris conscience que les autres coureurs n'étaient pas supérieurs lorsqu'ils n'ont pas réussi à le lâcher dans les derniers kilomètres. Il a dit qu'il pouvait « jouer » et que cela avait payé. Son compatriote et manager sportif, Shayne Bannan, le décrit comme « très professionnel » et suggère qu'il a été aidé par une bonne préparation, de la motivation associée à un manque d'attente.
Le Belge Tom Boonen (Etixx-Quick Step) a salué la victoire de Mathew Hayman. Il avoue que ce dernier était « le coureur que personne ne regardait vraiment » et qu'il a réalisé un « bon sprint », bien que personne n'avait beaucoup d'énergie au moment d'arriver sur le vélodrome. Il raconte avoir reçu un message le matin de la course d'un médecin qui l'avait traité après sa fracture du crâne lors du Tour d'Abou Dabi. Le médecin lui a dit que le jour de la course serait le premier où il serait en mesure de revenir sur son vélo. Ce dernier déclare qu'il « ne pouvait pas être insatisfait », même s'il n'a pas gagné la course. Le Britannique Ian Stannard (Sky) décrit la course comme « si proche et pourtant si loin » et il pense qu'il aurait pu obtenir un meilleur résultat que sa troisième place s'il n'avait pas attaqué dans les derniers kilomètres. Il ajoute qu'il est « super content » pour Mathew Hayman et qu'il lui reste « deux étapes à franchir ».
Le Suisse Fabian Cancellara (Trek-Segafredo) termine son dernier Paris-Roubaix à la quarantième place, sept minutes derrière Mathew Hayman. Il déclare : « Je ne suis pas triste, je suis heureux de ne pas être à l'hôpital. Je suis content d'avoir terminé. » Il raconte avoir mal partout - en plus d'avoir chuté pendant la course, il est tombé sur le vélodrome - et être « heureux que cela soit terminé ». Le Slovaque Peter Sagan (Tinkoff) décrit la course comme « une folle journée ». Il affirme être chanceux de ne pas être tombé avec Fabian Cancellara, mais que sa course s'est terminée à ce moment-là. Il a décrit Paris-Roubaix comme « très difficile à gagner ».

## Après course
L'Espagnol Francisco Ventoso (Movistar) abandonne la course à la suite d'une blessure au tibia gauche occasionnée par un contact de sa jambe avec le frein à disque du vélo d'un autre concurrent. Cette blessure est profonde et rend visible le périoste de l'os. À la suite d'une lettre ouverte du coureur espagnol qui dénonce la dangerosité de l'utilisation de cette technologie sur les courses de haut-niveau, l'UCI réagit rapidement en interdisant les freins à disque.

## Classements

### Classement final
| Classement final | Classement final     | Classement final | Classement final | Classement final   |
|                  | Coureur              | Pays             | Équipe           | Temps              |
| ---------------- | -------------------- | ---------------- | ---------------- | ------------------ |
| 1er              | Mathew Hayman        | Australie        | Orica-GreenEDGE  | en 5 h 51 min 53 s |
| 2e               | Tom Boonen           | Belgique         | Etixx-Quick Step | + 0 s              |
| 3e               | Ian Stannard         | Royaume-Uni      | Sky              | + 0 s              |
| 4e               | Sep Vanmarcke        | Belgique         | Lotto NL-Jumbo   | + 0 s              |
| 5e               | Edvald Boasson Hagen | Norvège          | Dimension Data   | + 3 s              |
| 6e               | Heinrich Haussler    | Australie        | IAM              | + 1 min 0 s        |
| 7e               | Marcel Sieberg       | Allemagne        | Lotto-Soudal     | + 1 min 0 s        |
| 8e               | Aleksejs Saramotins  | Lettonie         | IAM              | + 1 min 0 s        |
| 9e               | Imanol Erviti        | Espagne          | Movistar         | + 1 min 7 s        |
| 10e              | Adrien Petit         | France           | Direct Énergie   | + 2 min 20 s       |
| modifier         |                      |                  |                  |                    |

### UCI World Tour
Ce Paris-Roubaix attribue des points pour l'UCI World Tour 2016, par équipes uniquement aux équipes ayant un label WorldTeam, individuellement uniquement aux coureurs des équipes ayant un label WorldTeam.
| Position           | 1er | 2e | 3e | 4e | 5e | 6e | 7e | 8e | 9e | 10e |
| Classement général | 100 | 80 | 70 | 60 | 50 | 40 | 30 | 20 | 10 | 4   |

Ainsi Mathew Hayman (1er) remporte 100 points, Tom Boonen (2e) 80 pts, Ian Stannard (3e) 70 pts, Sep Vanmarcke (4e) 60 pts, Edvald Boasson Hagen (5e) 50 pts, Heinrich Haussler (6e) 40 pts, Marcel Sieberg (7e) 30 pts, Aleksejs Saramotins (8e) 20 pts et Imanol Erviti (9e) 10 pts. De plus Adrien Petit (10e) ne remporte pas de points car il ne fait pas partie d'équipes WorldTeams.

#### Classement individuel
Ci-dessous, le classement individuel de l'UCI World Tour à l'issue de la course.
| Rang | Coureur           | Équipe         | Points |
| ---- | ----------------- | -------------- | ------ |
| 1    | Peter Sagan       | Tinkoff        | 329    |
| 2    | Alberto Contador  | Tinkoff        | 280    |
| 3    | Richie Porte      | BMC Racing     | 222    |
| 4    | Sergio Henao      | Sky            | 204    |
| 5    | Sep Vanmarcke     | Lotto NL-Jumbo | 201    |
| 6    | Nairo Quintana    | Movistar       | 178    |
| 7    | Fabian Cancellara | Trek-Segafredo | 166    |
| 8    | Greg Van Avermaet | BMC Racing     | 162    |
| 9    | Arnaud Démare     | FDJ            | 137    |
| 10   | Ian Stannard      | Sky            | 120    |

#### Classement par pays
Ci-dessous, le classement par pays de l'UCI World Tour à l'issue de la course ainsi que le classement actualisé à la suite de l'annulation des résultats du Britannique Simon Yates (Orica-GreenEDGE) sur Paris-Nice.
| Rang | Pays        | Points |
| ---- | ----------- | ------ |
| 1    | Australie   | 579    |
| 2    | Belgique    | 557    |
| 3    | Espagne     | 470    |
| 4    | Colombie    | 416    |
| 5    | Royaume-Uni | 397    |
| 6    | Slovaquie   | 329    |
| 7    | France      | 325    |
| 8    | Suisse      | 238    |
| 9    | Norvège     | 158    |
| 10   | Russie      | 155    |

| Rang | Pays        | Points |
| ---- | ----------- | ------ |
| 1    | Australie   | 579    |
| 2    | Belgique    | 557    |
| 3    | Espagne     | 470    |
| 4    | Colombie    | 416    |
| 5    | Royaume-Uni | 386    |
| 6    | Slovaquie   | 329    |
| 7    | France      | 325    |
| 8    | Suisse      | 238    |
| 9    | Norvège     | 158    |
| 10   | Russie      | 155    |

#### Classement par équipes
Ci-dessous, le classement par équipes de l'UCI World Tour à l'issue de la course ainsi que le classement actualisé à la suite de l'annulation des résultats du Britannique Simon Yates (Orica-GreenEDGE) sur Paris-Nice.
| Rang | Équipe           | Points |
| ---- | ---------------- | ------ |
| 1    | Tinkoff          | 683    |
| 2    | Sky              | 622    |
| 3    | BMC Racing       | 490    |
| 4    | FDJ              | 323    |
| 5    | Katusha          | 323    |
| 6    | Etixx-Quick Step | 311    |
| 7    | Movistar         | 310    |
| 8    | Orica-GreenEDGE  | 283    |
| 9    | Trek-Segafredo   | 214    |
| 10   | Lotto NL-Jumbo   | 213    |

| Rang | Équipe           | Points |
| ---- | ---------------- | ------ |
| 1    | Tinkoff          | 683    |
| 2    | Sky              | 622    |
| 3    | BMC Racing       | 490    |
| 4    | FDJ              | 323    |
| 5    | Katusha          | 323    |
| 6    | Etixx-Quick Step | 311    |
| 7    | Movistar         | 310    |
| 8    | Orica-GreenEDGE  | 256    |
| 9    | Trek-Segafredo   | 214    |
| 10   | Lotto NL-Jumbo   | 213    |

## Liste des participants
- Liste de départ complète

| Légende | Légende                                                                    | Légende | Légende                                                    |
| ------- | -------------------------------------------------------------------------- | ------- | ---------------------------------------------------------- |
| Num     | Dossard de départ porté par le coureur sur ce Paris-Roubaix                | Pos     | Position à l'arrivée de la course                          |
|         | Indique un maillot de champion national ou mondial, suivi de sa spécialité | NP      | Indique un coureur qui n'a pas pris le départ de la course |
| AB      | Indique un coureur qui n'a pas terminé la course                           | HD      | Indique un coureur qui a terminé la course hors des délais |

| Giant-Alpecin TGA             | Giant-Alpecin TGA          | Giant-Alpecin TGA |
| ----------------------------- | -------------------------- | ----------------- |
| Num                           | Coureur                    | Pos               |
| 1                             | Bert De Backer (BEL)       | 17e               |
| 2                             | Søren Kragh Andersen (DEN) | AB                |
| 3                             | Nikias Arndt (GER)         | 29e               |
| 4                             | Roy Curvers (NED)          | 71e               |
| 5                             | Koen de Kort (NED)         | 23e               |
| 6                             | Ramon Sinkeldam (NED)      | 15e               |
| 7                             | Tom Stamsnijder (NED)      | 100e              |
| 10                            | Lars van der Haar (NED)    | AB                |
| Directeur sportif : Marc Reef |                            |                   |

| Etixx-Quick Step EQS                 | Etixx-Quick Step EQS           | Etixx-Quick Step EQS |
| ------------------------------------ | ------------------------------ | -------------------- |
| Num                                  | Coureur                        | Pos                  |
| 11                                   | Tom Boonen (BEL)               | 2e                   |
| 12                                   | Iljo Keisse (BEL)              | 115e                 |
| 13                                   | Nikolas Maes (BEL)             | AB                   |
| 14                                   | Tony Martin (GER)              | 76e                  |
| 15                                   | Zdeněk Štybar (CZE)            | 110e                 |
| 16                                   | Niki Terpstra (NED) (Route)    | AB                   |
| 17                                   | Matteo Trentin (ITA)           | 36e                  |
| 19                                   | Guillaume Van Keirsbulck (BEL) | 68e                  |
| Directeur sportif : Wilfried Peeters |                                |                      |

| BMC Racing BMC                    | BMC Racing BMC         | BMC Racing BMC |
| --------------------------------- | ---------------------- | -------------- |
| Num                               | Coureur                | Pos            |
| 21                                | Marcus Burghardt (GER) | 19e            |
| 22                                | Jempy Drucker (LUX)    | 69e            |
| 23                                | Floris Gerts (NED)     | 96e            |
| 24                                | Stefan Küng (SUI)      | 41e            |
| 25                                | Daniel Oss (ITA)       | AB             |
| 26                                | Taylor Phinney (USA)   | 49e            |
| 27                                | Manuel Quinziato (ITA) | AB             |
| 28                                | Rick Zabel (GER)       | 89e            |
| Directeur sportif : Fabio Baldato |                        |                |

| Astana AST                         | Astana AST              | Astana AST |
| ---------------------------------- | ----------------------- | ---------- |
| Num                                | Coureur                 | Pos        |
| 31                                 | Lars Boom (NED)         | AB         |
| 32                                 | Maxat Ayazbayev (KAZ)   | AB         |
| 33                                 | Laurens De Vreese (BEL) | 63e        |
| 34                                 | Dmitriy Gruzdev (KAZ)   | AB         |
| 35                                 | Arman Kamyshev (KAZ)    | AB         |
| 36                                 | Gatis Smukulis (LAT)    | AB         |
| 37                                 | Lieuwe Westra (NED)     | 113e       |
| 38                                 |                         |            |
| Directeur sportif : Stefano Zanini |                         |            |

| IAM                               | IAM                               | IAM |
| --------------------------------- | --------------------------------- | --- |
| Num                               | Coureur                           | Pos |
| 41                                | Heinrich Haussler (AUS)           | 6e  |
| 42                                | Matthias Brändle (AUT)            | HD  |
| 43                                | Reto Hollenstein (SUI)            | 56e |
| 44                                | Roger Kluge (GER)                 | AB  |
| 45                                | Oliver Naesen (BEL)               | 13e |
| 46                                | Vicente Reynés (ESP)              | 59e |
| 47                                | Aleksejs Saramotins (LAT) (Route) | 8e  |
| 48                                | Jonas Van Genechten (BEL)         | 60e |
| Directeur sportif : Eddy Seigneur |                                   |     |

| Orica-GreenEDGE OGE                 | Orica-GreenEDGE OGE       | Orica-GreenEDGE OGE |
| ----------------------------------- | ------------------------- | ------------------- |
| Num                                 | Coureur                   | Pos                 |
| 51                                  | Jens Keukeleire (BEL)     | 77e                 |
| 52                                  | Sam Bewley (NZL)          | AB                  |
| 53                                  | Mitchell Docker (AUS)     | AB                  |
| 54                                  | Luke Durbridge (AUS)      | 18e                 |
| 55                                  | Mathew Hayman (AUS)       | 1er                 |
| 56                                  | Luka Mezgec (SLO)         | 119e                |
| 57                                  | Magnus Cort Nielsen (DEN) | 43e                 |
| 58                                  | Svein Tuft (CAN)          | AB                  |
| Directeur sportif : Laurenzo Lapage |                           |                     |

| Sky SKY                            | Sky SKY                | Sky SKY |
| ---------------------------------- | ---------------------- | ------- |
| Num                                | Coureur                | Pos     |
| 61                                 | Luke Rowe (GBR)        | 14e     |
| 62                                 | Andrew Fenn (GBR)      | AB      |
| 63                                 | Christian Knees (GER)  | AB      |
| 64                                 | Gianni Moscon (ITA)    | 38e     |
| 65                                 | Salvatore Puccio (ITA) | 33e     |
| 66                                 | Ian Stannard (GBR)     | 3e      |
| 67                                 | Danny van Poppel (NED) | 61e     |
| 68                                 | Elia Viviani (ITA)     | AB      |
| Directeur sportif : Servais Knaven |                        |         |

| Lotto-Soudal LTS                  | Lotto-Soudal LTS       | Lotto-Soudal LTS |
| --------------------------------- | ---------------------- | ---------------- |
| Num                               | Coureur                | Pos              |
| 71                                | Jürgen Roelandts (BEL) | 78e              |
| 72                                | Lars Bak (DEN)         | 65e              |
| 73                                | Tiesj Benoot (BEL)     | 114e             |
| 74                                | Jasper De Buyst (BEL)  | AB               |
| 75                                | Frederik Frison (BEL)  | 94e              |
| 76                                | André Greipel (GER)    | 35e              |
| 77                                | Marcel Sieberg (GER)   | 7e               |
| 78                                | Jelle Wallays (BEL)    | AB               |
| Directeur sportif : Herman Frison |                        |                  |

| Katusha KAT                         | Katusha KAT                  | Katusha KAT |
| ----------------------------------- | ---------------------------- | ----------- |
| Num                                 | Coureur                      | Pos         |
| 81                                  | Alexander Kristoff (NOR)     | 48e         |
| 82                                  | Jacopo Guarnieri (ITA)       | NP          |
| 83                                  | Marco Haller (AUT) (Route)   | 101e        |
| 84                                  | Vladimir Isaychev (RUS)      | AB          |
| 85                                  | Viatcheslav Kouznetsov (RUS) | 67e         |
| 86                                  | Michael Mørkøv (DEN)         | 50e         |
| 87                                  | Nils Politt (GER)            | AB          |
| 88                                  | Alexander Porsev (RUS)       | AB          |
| Directeur sportif : Torsten Schmidt |                              |             |

| Lotto NL-Jumbo TLJ                 | Lotto NL-Jumbo TLJ       | Lotto NL-Jumbo TLJ |
| ---------------------------------- | ------------------------ | ------------------ |
| Num                                | Coureur                  | Pos                |
| 91                                 | Sep Vanmarcke (BEL)      | 4e                 |
| 92                                 | Twan Castelijns (NED)    | 118e               |
| 93                                 | Timo Roosen (NED)        | 46e                |
| 94                                 | Mike Teunissen (NED)     | 45e                |
| 95                                 | Maarten Tjallingii (NED) | 27e                |
| 96                                 | Tom Van Asbroeck (BEL)   | 25e                |
| 97                                 | Robert Wagner (GER)      | 52e                |
| 98                                 | Maarten Wynants (BEL)    | 12e                |
| Directeur sportif : Nico Verhoeven |                          |                    |

| Bora-Argon 18 BOA                 | Bora-Argon 18 BOA         | Bora-Argon 18 BOA |
| --------------------------------- | ------------------------- | ----------------- |
| Num                               | Coureur                   | Pos               |
| 101                               | Andreas Schillinger (GER) | 54e               |
| 102                               | Shane Archbold (NZL)      | 82e               |
| 103                               | Jan Bárta (CZE)           | 88e               |
| 104                               | Sam Bennett (IRL)         | HD                |
| 105                               | Zakkari Dempster (AUS)    | 24e               |
| 107                               | Rüdiger Selig (GER)       | 93e               |
| 108                               | Scott Thwaites (GBR)      | 55e               |
| 110                               | Michael Schwarzmann (GER) | AB                |
| Directeur sportif : André Schulze |                           |                   |

| Tinkoff TNK                         | Tinkoff TNK               | Tinkoff TNK |
| ----------------------------------- | ------------------------- | ----------- |
| Num                                 | Coureur                   | Pos         |
| 111                                 | Peter Sagan (SVK) (Route) | 11e         |
| 112                                 | Adam Blythe (GBR)         | AB          |
| 113                                 | Pavel Brutt (RUS)         | 74e         |
| 114                                 | Oscar Gatto (ITA)         | AB          |
| 115                                 | Michael Gogl (AUT)        | AB          |
| 116                                 | Michal Kolář (SVK)        | AB          |
| 117                                 | Juraj Sagan (SVK)         | 51e         |
| 118                                 | Nikolay Trusov (RUS)      | 73e         |
| Directeur sportif : Lars Michaelsen |                           |             |

| Cofidis COF                              | Cofidis COF               | Cofidis COF |
| ---------------------------------------- | ------------------------- | ----------- |
| Num                                      | Coureur                   | Pos         |
| 121                                      | Florian Sénéchal (FRA)    | 26e         |
| 122                                      | Borut Božič (SLO)         | 37e         |
| 123                                      | Hugo Hofstetter (FRA)     | 116e        |
| 124                                      | Gert Jõeäär (EST) (Route) | AB          |
| 125                                      | Christophe Laporte (FRA)  | 20e         |
| 126                                      | Cyril Lemoine (FRA)       | 109e        |
| 127                                      | Kenneth Vanbilsen (BEL)   | AB          |
| 128                                      | Michael Van Staeyen (BEL) | AB          |
| Directeur sportif : Christian Guiberteau |                           |             |

| Wanty-Groupe Gobert WGG                      | Wanty-Groupe Gobert WGG | Wanty-Groupe Gobert WGG |
| -------------------------------------------- | ----------------------- | ----------------------- |
| Num                                          | Coureur                 | Pos                     |
| 131                                          | Marco Marcato (ITA)     | 32e                     |
| 132                                          | Frederik Backaert (BEL) | 22e                     |
| 133                                          | Dimitri Claeys (BEL)    | 79e                     |
| 134                                          | Kenny Dehaes (BEL)      | 57e                     |
| 135                                          | Tom Devriendt (BEL)     | AB                      |
| 136                                          | Roy Jans (BEL)          | 90e                     |
| 137                                          | Robin Stenuit (BEL)     | 91e                     |
| 138                                          | Björn Thurau (GER)      | 47e                     |
| Directeur sportif : Hilaire Van der Schueren |                         |                         |

| Trek-Segafredo TFS             | Trek-Segafredo TFS      | Trek-Segafredo TFS |
| ------------------------------ | ----------------------- | ------------------ |
| Num                            | Coureur                 | Pos                |
| 141                            | Fabian Cancellara (SUI) | 40e                |
| 142                            | Marco Coledan (ITA)     | HD                 |
| 143                            | Stijn Devolder (BEL)    | AB                 |
| 144                            | Markel Irizar (ESP)     | 98e                |
| 145                            | Yaroslav Popovych (UKR) | 86e                |
| 146                            | Grégory Rast (SUI)      | 102e               |
| 147                            | Jasper Stuyven (BEL)    | 39e                |
| 148                            | Boy van Poppel (NED)    | AB                 |
| Directeur sportif : Dirk Demol |                         |                    |

| AG2R La Mondiale ALM              | AG2R La Mondiale ALM     | AG2R La Mondiale ALM |
| --------------------------------- | ------------------------ | -------------------- |
| Num                               | Coureur                  | Pos                  |
| 151                               | Sébastien Turgot (FRA)   | AB                   |
| 152                               | Gediminas Bagdonas (LTU) | 92e                  |
| 153                               | Maxime Daniel (FRA)      | 28e                  |
| 154                               | Nico Denz (GER)          | AB                   |
| 155                               | Damien Gaudin (FRA)      | 34e                  |
| 156                               | Hugo Houle (CAN)         | 111e                 |
| 157                               | Sébastien Minard (FRA)   | 66e                  |
| 158                               | Jesse Sergent (NZL)      | 53e                  |
| Directeur sportif : Julien Jurdie |                          |                      |

| FDJ                                  | FDJ                       | FDJ  |
| ------------------------------------ | ------------------------- | ---- |
| Num                                  | Coureur                   | Pos  |
| 161                                  | Matthieu Ladagnous (FRA)  | AB   |
| 162                                  | Mickaël Delage (FRA)      | AB   |
| 163                                  | Murilo Fischer (BRA)      | AB   |
| 164                                  | Daniel Hoelgaard (NOR)    | AB   |
| 165                                  | Ignatas Konovalovas (LTU) | AB   |
| 166                                  | Johan Le Bon (FRA)        | 83e  |
| 167                                  | Olivier Le Gac (FRA)      | AB   |
| 168                                  | Marc Sarreau (FRA)        | 112e |
| Directeur sportif : Frédéric Guesdon |                           |      |

| Fortuneo-Vital Concept FVC            | Fortuneo-Vital Concept FVC  | Fortuneo-Vital Concept FVC |
| ------------------------------------- | --------------------------- | -------------------------- |
| Num                                   | Coureur                     | Pos                        |
| 171                                   | Steven Tronet (FRA) (Route) | 95e                        |
| 172                                   | Franck Bonnamour (FRA)      | AB                         |
| 173                                   | Vegard Breen (NOR)          | 99e                        |
| 174                                   | Yauheni Hutarovich (BLR)    | AB                         |
| 175                                   | Benoît Jarrier (FRA)        | 64e                        |
| 176                                   | Daniel McLay (GBR)          | AB                         |
| 177                                   | Francis Mourey (FRA)        | 75e                        |
| 178                                   | Boris Vallée (BEL)          | AB                         |
| Directeur sportif : Sébastien Hinault |                             |                            |

| Direct Énergie DEN                    | Direct Énergie DEN     | Direct Énergie DEN |
| ------------------------------------- | ---------------------- | ------------------ |
| Num                                   | Coureur                | Pos                |
| 181                                   | Sylvain Chavanel (FRA) | AB                 |
| 182                                   | Ryan Anderson (CAN)    | HD                 |
| 183                                   | Antoine Duchesne (CAN) | 58e                |
| 184                                   | Yohann Gène (FRA)      | 107e               |
| 185                                   | Fabien Grellier (FRA)  | AB                 |
| 186                                   | Julien Morice (FRA)    | AB                 |
| 187                                   | Adrien Petit (FRA)     | 10e                |
| 188                                   | Alexandre Pichot (FRA) | AB                 |
| Directeur sportif : Dominique Arnould |                        |                    |

| Topsport Vlaanderen-Baloise TSV       | Topsport Vlaanderen-Baloise TSV | Topsport Vlaanderen-Baloise TSV |
| ------------------------------------- | ------------------------------- | ------------------------------- |
| Num                                   | Coureur                         | Pos                             |
| 191                                   | Preben Van Hecke (BEL) (Route)  | 31e                             |
| 192                                   | Tim Declercq (BEL)              | AB                              |
| 193                                   | Maxime Farazijn (BEL)           | 97e                             |
| 194                                   | Sander Helven (BEL)             | 104e                            |
| 195                                   | Jonas Rickaert (BEL)            | AB                              |
| 196                                   | Stijn Steels (BEL)              | AB                              |
| 197                                   | Gijs Van Hoecke (BEL)           | 21e                             |
| 198                                   | Bert Van Lerberghe (BEL)        | 42e                             |
| Directeur sportif : Walter Planckaert |                                 |                                 |

| Dimension Data DDD                | Dimension Data DDD                 | Dimension Data DDD |
| --------------------------------- | ---------------------------------- | ------------------ |
| Num                               | Coureur                            | Pos                |
| 201                               | Mark Cavendish (GBR)               | 30e                |
| 202                               | Edvald Boasson Hagen (NOR) (Route) | 5e                 |
| 203                               | Matthew Brammeier (IRL)            | 105e               |
| 204                               | Nicolas Dougall (RSA)              | AB                 |
| 205                               | Bernhard Eisel (AUT)               | 44e                |
| 206                               | Tyler Farrar (USA)                 | AB                 |
| 207                               | Reinardt Janse van Rensburg (RSA)  | 72e                |
| 208                               | Jay Robert Thomson (RSA)           | 117e               |
| Directeur sportif : Roger Hammond |                                    |                    |

| Lampre-Merida LAM                | Lampre-Merida LAM           | Lampre-Merida LAM |
| -------------------------------- | --------------------------- | ----------------- |
| Num                              | Coureur                     | Pos               |
| 211                              | Davide Cimolai (ITA)        | AB                |
| 212                              | Mário Costa (POR)           | AB                |
| 213                              | Chun Kai Feng (TPE) (Route) | AB                |
| 214                              | Roberto Ferrari (ITA)       | AB                |
| 215                              | Marko Kump (SLO)            | 85e               |
| 216                              | Luka Pibernik (SLO) (Route) | 106e              |
| 217                              | Xu Gang (CHN)               | AB                |
| 218                              | Federico Zurlo (ITA)        | AB                |
| Directeur sportif : Mario Scirea |                             |                   |

| Movistar MOV                                   | Movistar MOV            | Movistar MOV |
| ---------------------------------------------- | ----------------------- | ------------ |
| Num                                            | Coureur                 | Pos          |
| 221                                            | Imanol Erviti (ESP)     | 9e           |
| 222                                            | Jorge Arcas (ESP)       | AB           |
| 223                                            | Juan José Lobato (ESP)  | AB           |
| 224                                            | Javier Moreno (ESP)     | AB           |
| 225                                            | Nélson Oliveira (POR)   | AB           |
| 226                                            | Dayer Quintana (COL)    | AB           |
| 227                                            | Jasha Sütterlin (GER)   | AB           |
| 228                                            | Francisco Ventoso (ESP) | AB           |
| Directeur sportif : José Vicente García Acosta |                         |              |

| Cannondale CPT                    | Cannondale CPT            | Cannondale CPT |
| --------------------------------- | ------------------------- | -------------- |
| Num                               | Coureur                   | Pos            |
| 231                               | Sebastian Langeveld (NED) | 84e            |
| 232                               | Jack Bauer (NZL)          | 70e            |
| 233                               | Phillip Gaimon (USA)      | AB             |
| 234                               | Kristjan Koren (SLO)      | 108e           |
| 235                               | Alan Marangoni (ITA)      | 62e            |
| 236                               | Ryan Mullen (IRL)         | 103e           |
| 237                               | Dylan van Baarle (NED)    | 16e            |
| 238                               | Wouter Wippert (NED)      | 87e            |
| Directeur sportif : Andreas Klier |                           |                |

| Delko-Marseille Provence-KTM DMP    | Delko-Marseille Provence-KTM DMP | Delko-Marseille Provence-KTM DMP |
| ----------------------------------- | -------------------------------- | -------------------------------- |
| Num                                 | Coureur                          | Pos                              |
| 241                                 | Mikel Aristi (ESP)               | AB                               |
| 242                                 | Romain Combaud (FRA)             | AB                               |
| 243                                 | Fredrik Strand Galta (NOR)       | AB                               |
| 244                                 | Benjamin Giraud (FRA)            | AB                               |
| 245                                 | Martin Laas (EST)                | AB                               |
| 246                                 | Christophe Laborie (FRA)         | 81e                              |
| 247                                 | Yannick Martinez (FRA)           | AB                               |
| 248                                 | Evaldas Šiškevičius (LTU)        | 80e                              |
| Directeur sportif : Gilles Pauchard |                                  |                                  |